# Arado Ar 234
Die Arado Ar 234 (Suggestivname: Blitz) der deutschen Luftwaffe war gegen Ende des Zweiten Weltkrieges der erste einsatzfähige – und tatsächlich eingesetzte – strahlgetriebene Bomber der Welt. Im März 1944 fand der Erstflug der verbesserten B-Version statt, die ersten Einsätze als Aufklärungsflugzeug folgten im Juni 1944. Die Bomberversion Ar 234 B-2 wurde ab Anfang 1945 eingesetzt, wobei die Bomben extern mitgeführt wurden. Das setzte die Geschwindigkeit allerdings so weit herab (auf ca. 660 km/h), dass schnelle kolbenmotorgetriebene Jagdflugzeuge der Alliierten die Arado bekämpfen konnten. Auch wenn in den Endtagen des Krieges dem Bomber eine eher bescheidene Rolle zukam, da er wegen des allgemeinen deutschen Treibstoffmangels die meiste Zeit am Boden blieb, zeigte sich doch in den wenigen Einsätzen, dass es für die alliierten Jäger nahezu unmöglich war, ihn abzufangen.

## Geschichte

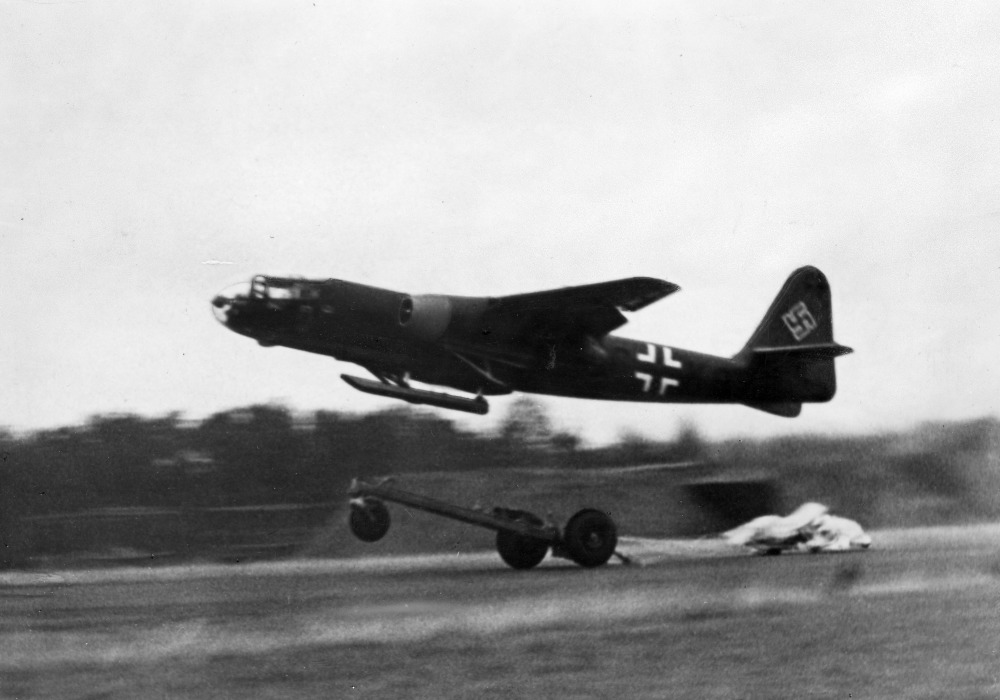
Ar 234 V1 beim Start zum Erstflug

Am 26. September 1941 schrieb das Reichsluftfahrtministerium (RLM) einen Auftrag für die Entwicklung eines schnellen strahlgetriebenen Aufklärers mit einer Reichweite von mindestens 2000 Kilometern aus. Lediglich die Arado Flugzeugwerke antworteten auf diese Ausschreibung und boten dem RLM ihren Projektentwurf E 370 an. Dabei handelte es sich um einen Schulterdecker in Ganzmetallbauweise mit ungepfeilten Tragflächen und je einem Strahltriebwerk vom Typ Junkers Jumo 004 unter jeder Tragfläche. Die Arado-Werke veranschlagten eine Reisegeschwindigkeit von 790 km/h in einer Operationshöhe von etwa 9000 Metern. Um eine möglichst große Reichweite zu erzielen, wurde die Konstruktion so leicht wie möglich gehalten, weshalb auch statt des eigenen Fahrwerks ein abwerfbarer Startwagen geplant wurde. Die Landung sollte auf Kufen erfolgen.
Das RLM bestellte am 17. April 1942 sechs Prototypen. Die ersten Konstruktionszeichnungen wurden im Oktober 1942 erstellt und Mitte November begann die Fertigung der ersten Baugruppen. Die ersten Triebwerke liefen Arado im März zu. Im Mai 1943 erfolgte die Endmontage der Versuchsmuster. Der Bau des ersten Prototyps Ar 234 V1, Werknummer 13 0001, Stammkennzeichen TG+KB, wurde am 15. Juni im Arado-Werk Brandenburg abgeschlossen. Anschließend wurde er in einer Ar 232 nach Rheine überflogen, da die Start- und Landebahn in Brandenburg nicht ausreichte. Dort fand am Abend des 30. Juli 1943 der 14-minütige Erstflug mit Flugkapitän Selle statt.
Der zweite Prototyp Ar 234 V2, Werknummer 13 0002, Stammkennzeichen DP+AW, flog am 13. September 1943 zum ersten Mal, stürzte aber bereits am 2. Oktober bei einem Testflug infolge eines Brandes im linken Triebwerk ab, wobei der Pilot Selle ums Leben kam. Danach wurde geplant, für alle Folgemuster einen Schleudersitz einzubauen. Das wurde jedoch nicht realisiert bzw. es gibt keine Unterlagen oder Baubeschreibungen, die einen Schleudersitz zeigen. Für die Bomberversion kam einer der ersten 3-Achsen-Autopiloten vom Typ PDS („Patin-Dreirudersteuerung“) zum Einsatz.
Die erste Bomberausführung war die Ar 234 B-2, deren Prototyp Ar 234 V9, Werknummer 13 0009, Stammkennzeichen PH+SQ, am 12. März 1944 zum ersten Mal flog. Da die mitzuführende Bombenlast im Rumpf keinen Platz fand und außerhalb transportiert werden musste, erwies sich die Benutzung des bisher verwendeten Startwagens als nicht möglich. Deshalb wurde ein normales Fahrwerk mit Bugrad entwickelt. Diese Maschinen waren neben dem Autopiloten PDS mit einem Kontrollgerät vom Typ LKS 7D ausgestattet. Für Horizontalangriffe diente das Bombenzielgerät Lotfe 7C/D/K (Lotrechtes Fernrohr), für Gleitangriffe das BZA 1B mit Periskop PV 1B. Maximal konnte das Flugzeug 1500 Kilogramm Bomben tragen, als Antrieb dienten die dann verfügbaren Jumo-004-Triebwerke, mit denen die Maschinen in 6000 Metern Höhe Geschwindigkeiten bis zu 780 km/h erreichte und eine beachtliche Steigleistung von über 1320 m/min erbrachte. Das Flugzeug erreichte nach nur sechs Minuten eine Höhe von 8000 Metern. Die Flugleistungen der Ar 234 waren mit Ausnahme der Gloster Meteor denen aller anderen alliierten Flugzeuge weit überlegen.
Die Prototypen V5 und V7 flogen im Juli 1944 vom Flugplatz Juvincourt bei Reims unbewaffnete Aufklärungseinsätze nach Südengland und konnten mit ihrer hohen Geschwindigkeit allen Abfangjägern entkommen. Am 27. Juli wurde der Verband nach Chièvres verlegt. Nach der Verlegung nach Rheine am 5. September 1944, wo zwei weitere Ar 234 B zum Verband kamen, wurden von dort weitere Aufklärungseinsätze nach Südengland geflogen.
Aus diversen Sonderkommandos entstand im Januar 1945 in Biblis die erste Ar-234-Staffel – die 1. Staffel der Fernaufklärungsgruppe 100 (1.(F)/100). Dazu kam noch die 1. Staffel der Fernaufklärungsgruppe 123 (1.(F)/123) in Schwäbisch Hall und in Grove/Dänemark die 1. Staffel der Fernaufklärungsgruppe 33 (1.(F)/33). Die letzte Staffel wurde später nach Stavanger-Sola verlegt. Das (F) in der Einheitenbezeichnung steht dabei für Fernaufklärergruppe.

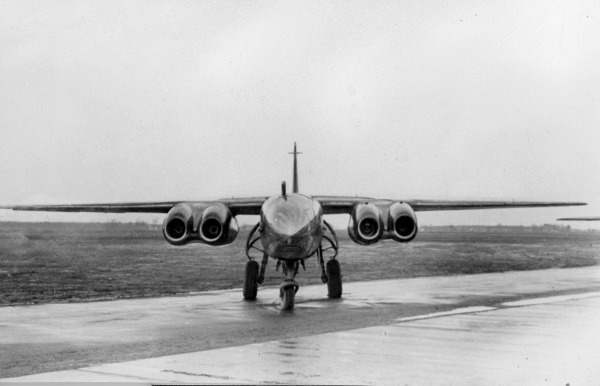
Vierstrahlige Ar 234 C

Als erster Bomberverband wurde die 11. Staffel des Kampfgeschwaders 76 (11./KG 76) in Alt-Lönnewitz (bei Falkenberg/Elster) von Ju 88 auf die Ar 234 B-2 umgerüstet. Ar 234 der 6. Staffel des KG 76 flogen von Achmer und Hesepe (Bramsche) Einsätze während der Ardennenoffensive und von Hopsten anschließend im Raum Kleve. Die Einsätze mussten jedoch im April 1945 wegen Treibstoffmangels aufgegeben werden.
Kurz vor Kriegsende erhielt das Kampfgeschwader 76 wenige Exemplare einer Weiterentwicklung der Arado Ar 234, die vierstrahlige Arado Ar 234 C-3. Die ersten beiden Flugzeuge dieses Typs (Werknummern 250002 und 250004) wurden am 27. März 1945 von Alt-Lönnewitz geflogen. Erste Probeflüge führten bis zu einer Höhe von 15.000 Metern und ergaben eine Höchstgeschwindigkeit von etwa 900 km/h. Eine andere Quelle nennt eine Höchstgeschwindigkeit ohne Bombenlast mit halbgefülltem Tank von 853 km/h in 6000 Metern Höhe und eine Gipfelhöhe von 12.000 Metern. Anfang April 1945 existierten bei der III. Gruppe des Ergänzungskampfgeschwaders 1 (III./ EKG 1) noch drei flugfähige Maschinen. Kampfeinsätze dieser Flugzeuge sind nicht bekannt. Diese drei Arado Ar 234 C-3 wurden (Berichten zufolge) durch Sprengung kurz vor der Ankunft britischer Truppen auf dem Einsatzflugplatz Kaltenkirchen/Springhirsch zerstört.

## Produktion
Zwischen Juli 1944 und März 1945 wurden 214 Serienflugzeuge im Arado-Werk auf dem Flugplatz Alt-Lönnewitz (Deckname Altan) gebaut, dabei allein 150 Flugzeuge vom Oktober 1944 bis Januar 1945.
202 Flugzeuge wurden der Luftwaffe ab August 1944 zugeteilt. Da diese Flugzeuge nicht alle einsatzbereit waren, mussten 101 Ar 234 zwischen November 1944 und März 1945 an die Nachrüstindustrie geliefert werden. 42 davon wurden dem Umrüstkommando A (steht wohl für Aufklärer) für den Einsatz als Aufklärer zugewiesen. Wie viele davon tatsächlich an Einheiten ausgeliefert wurden, ist in den Zuweisungen nicht vermerkt. Von den übrigen an die Nachrüstindustrie gelieferten Ar 234 kamen 57 Flugzeuge als Bomber zur Luftwaffe. Das Kampfgeschwader 76 erhielt zwischen August 1944 und März 1945 insgesamt 132 Ar 234, sieben Bomber erhielt der General der Aufklärungsflieger zwischen August und Dezember 1944. Dabei handelte es sich wahrscheinlich um eine Behelfsmaßnahme zur Überbrückung der Zeit bis zur Auslieferung regulärer Aufklärer.
Im Dezember wurden drei Ar 234 zum Umbau als Nachtjäger geliefert. Der Einbau der erforderlichen Radargeräte FuG 218 Neptun erfolgte bei der Werkstatt der Deutschen Lufthansa in Werneuchen.

## Versionen
Von der Ar 234 gab es mehrere Versionen:
- Ar 234 A-0: Aufklärer ohne Fahrwerk
- Ar 234 B-0: Vorserie
- Ar 234 B-1: Aufklärer
- Ar 234 B-2: Bomber Blitz
- Ar 234 C, D, E, P[11]: weitere Entwürfe, teilweise mit vier Triebwerken
- Ar 234 R: Höhenaufklärer, Antrieb nur Raketentriebwerk[12]

## Einsätze
Das Oberkommando der Luftwaffe schickte zwei Prototypen der Ar 234 zu einer Erprobungseinheit an der Westfront. Am 2. August 1944 fotografierte Leutnant Erich Sommer beim ersten Einsatz das gesamte Landungsgebiet der Alliierten in der Normandie. Von Juli 1944 bis Oktober 1944 wurden etwa 50 Aufklärungseinsätze geflogen.
Unter dem Kommando von Major Diether Lukesch vom KG 76 flogen am 24. Dezember 1944 neun Arado Ar 234 B-2 auf Lüttich ihren ersten Bombenangriff. In aller Eile wurde das Kampfgeschwader 51 nach dem Kampfgeschwader 76 auf die Arado Ar 234 umgerüstet. Beide Geschwader flogen mit rund 30 Maschinen Einsätze während der Ardennenoffensive gegen Antwerpen, Brüssel und Bastogne. Beim größten Bombenangriff warfen neun Arados 4500 kg Bomben auf alliierte Angriffsspitzen. Vom 9. bis 14. März 1945 war die Brücke von Remagen das Hauptziel für die Ar 234 B der III./KG 76. Es folgten vereinzelte Angriffe im Raum Berlin. Am 10. April 1945 flog letztmals ein Luftwaffenaufklärer über England. Der letzte Einsatz fand am 3. Mai 1945 bei Bremervörde statt.
Beim Vormarsch der Roten Armee wurden Ar 234 der Versionen B und C erbeutet, unter anderem bei der Besetzung der Ribnitzer Bachmann-Werke am 1. Mai 1945. Mindestens ein Exemplar der B-Version wurde in Rechlin zwischen dem 26. Januar und dem 26. Februar 1946 von dem sowjetischen Testpiloten Alexander Kubyschkin bei fünf Flügen getestet, aber aufgrund zweier Triebwerksbrände und der unzureichenden Kabinenpanzerung nicht sehr gut beurteilt. Flüge eines sowjetischen Flugzeugführers zusammen mit einem deutschen Ingenieur zwischen Rechlin und dem Fliegerhorst Pütnitz haben nachweisbar noch bis in den Februar 1946 hinein stattgefunden. Die Flugzeuge wurden später in die Sowjetunion gebracht und am ZAGI sowie dem MAI gründlich untersucht, allerdings nicht mehr geflogen.

## Technische Daten

Mehrseitenansicht einer Arado Ar 234 B

| Kenngröße             | Arado Ar 234 B-2 „Blitz“                                                       |
| --------------------- | ------------------------------------------------------------------------------ |
| Besatzung             | 1 Pilot/Navigator                                                              |
| Länge                 | 12,64 m                                                                        |
| Spannweite            | 14,41 m                                                                        |
| Höhe                  | 4,30 m                                                                         |
| Flügelfläche          | 26,40 m²                                                                       |
| Flügelstreckung       | 7,6                                                                            |
| Steigleistung         | 22 m/s (6 min/8000 m)                                                          |
| Nutzlast              | 1500 kg                                                                        |
| Leermasse             | 4650 kg                                                                        |
| Rüstmasse             | 5006 kg                                                                        |
| max. Startmasse       | 9408 kg (9968 kg mit Starthilfsraketen)                                        |
| Tragflächenbelastung  | 197 kg/m²                                                                      |
| Höchstgeschwindigkeit | 742 km/h in 6000 m Höhe ohne Bomben 665 km/h in 6000 m Höhe mit 1000 kg Bomben |
| Dienstgipfelhöhe      | 12.000 m                                                                       |
| Reichweite            | 1400 km ohne Bomben 1100 km mit Bomben                                         |
| Triebwerk             | zwei Strahltriebwerke Junkers Jumo 004B-1 mit je 8,8 kN (900 kp) Schub         |
| Bewaffnung            | bis zu 1500 kg Bomben an drei Außenstationen                                   |

## Erhaltene Exemplare
Soweit bekannt, ist nur eine Ar 234 erhalten. Die Ar 234 B-2 mit der Seriennummer „140312“ war in den letzten Kriegswochen bei der 9./KG 76 eingesetzt und nach Kriegsende als eines von neun Exemplaren auf dem Flugplatz Sola bei Stavanger (Norwegen) den britischen Streitkräften übergeben worden. Das Flugzeug wurde zusammen mit drei weiteren für Flugtests in den Vereinigten Staaten ausgewählt und am 24. Juni 1945 von Sola nach Cherbourg geflogen, wo es mit 30 anderen beschlagnahmten technisch fortgeschrittenen deutschen Flugzeugen an Bord des britischen Flugzeugträgers HMS Reaper nach Newark überführt wurde („Operation Seahorse“). Nach der Ankunft wurden zwei Ar 234, darunter die „140312“, wieder zusammengesetzt und von USAAF-Piloten zum Freeman-Field nach Indiana geflogen. „140312“ bekam die Registriernummer FE-1010. Das Schicksal der zweiten nach Indiana geflogenen Ar 234 ist unbekannt. Eine der anderen beiden Ar 234 wurde von der US Navy für Testzwecke wieder zusammengesetzt, dann allerdings für flugunfähig befunden und verschrottet.
Die „140312“ wurde mit neuen Triebwerken, Funk und Sauerstoffversorgung ausgerüstet, zur Wright-Patterson Air Force Base in Dayton (Ohio) überführt und dort im Juli 1946 der Accelerated Service Test Maintenance Squadron (ASTMS) der Flight Test Division übergeben. Die Flugtests wurden im Oktober 1946 abgeschlossen, das Flugzeug verblieb dort jedoch noch bis 1947. Es wurde dann zum Orchard Place Airport in Park Ridge überführt und dort am 1. Mai 1949 mit mehreren anderen dort eingelagerten Maschinen dem Smithsonian Institut übergeben. Anfang der 1950er Jahre wurde es zur Lagerung und Restaurierung in eine Einrichtung des Smithsonian in Suitland gebracht.
Das Smithsonian restaurierte das Flugzeug von 1984 bis 1989. Die gesamte Farbe war bereits vor der Übergabe an das Smithsonian entfernt worden, daher versah man das Flugzeug nun mit den Markierungen der 8./KG 76, der ersten Einheit, die Maschinen des Typs Ar 234 eingesetzt hatte. Das restaurierte Flugzeug wurde anfangs im Hauptgebäude des National Air and Space Museum (NASM) in Washington, D.C. als Teil der Ausstellung Wunderwaffe? Die Arado Ar 234 gezeigt.
2005 war die Arado eines der ersten Flugzeuge, die in die neue Flugausstellung des NASM, das Steven F. Udvar-Hazy Center bei Washington, D.C. gebracht wurden. Heute wird die „140312“ dort direkt neben der letzten erhaltenen Dornier Do 335 gezeigt, die 1945 auch an Bord der HMS Reaper war.

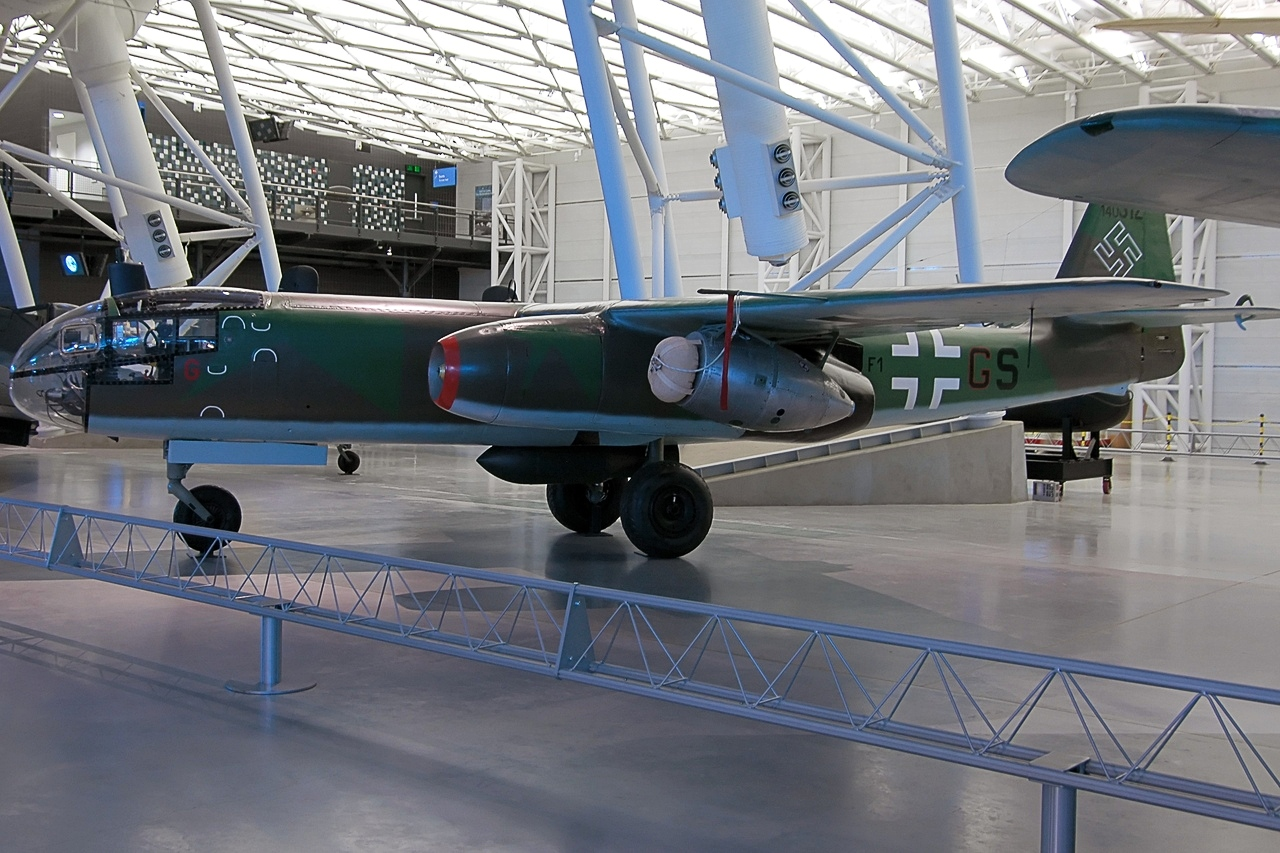
Arado Ar 234 B-2 im National Air and Space Museum (Steven F. Udvar-Házy Center)
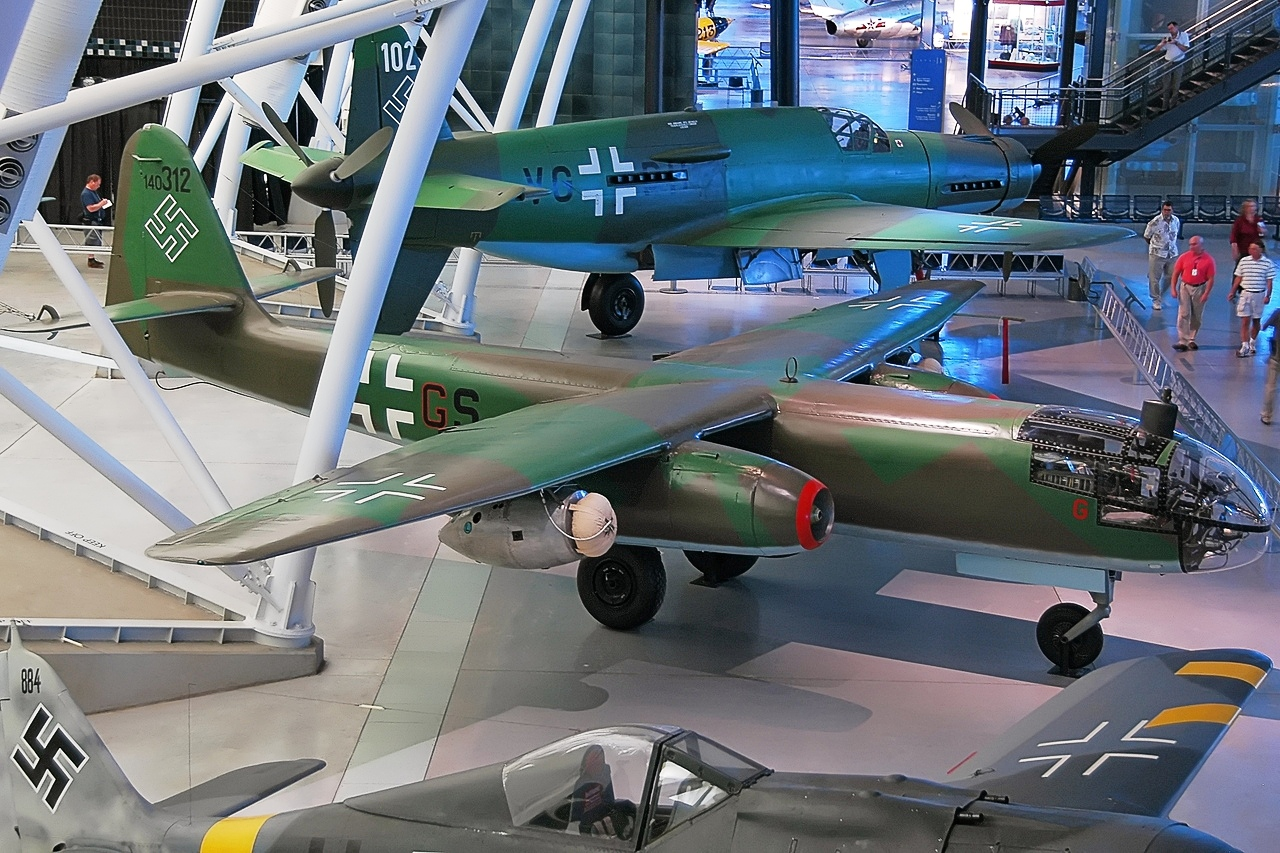
Arado Ar 234 B-2
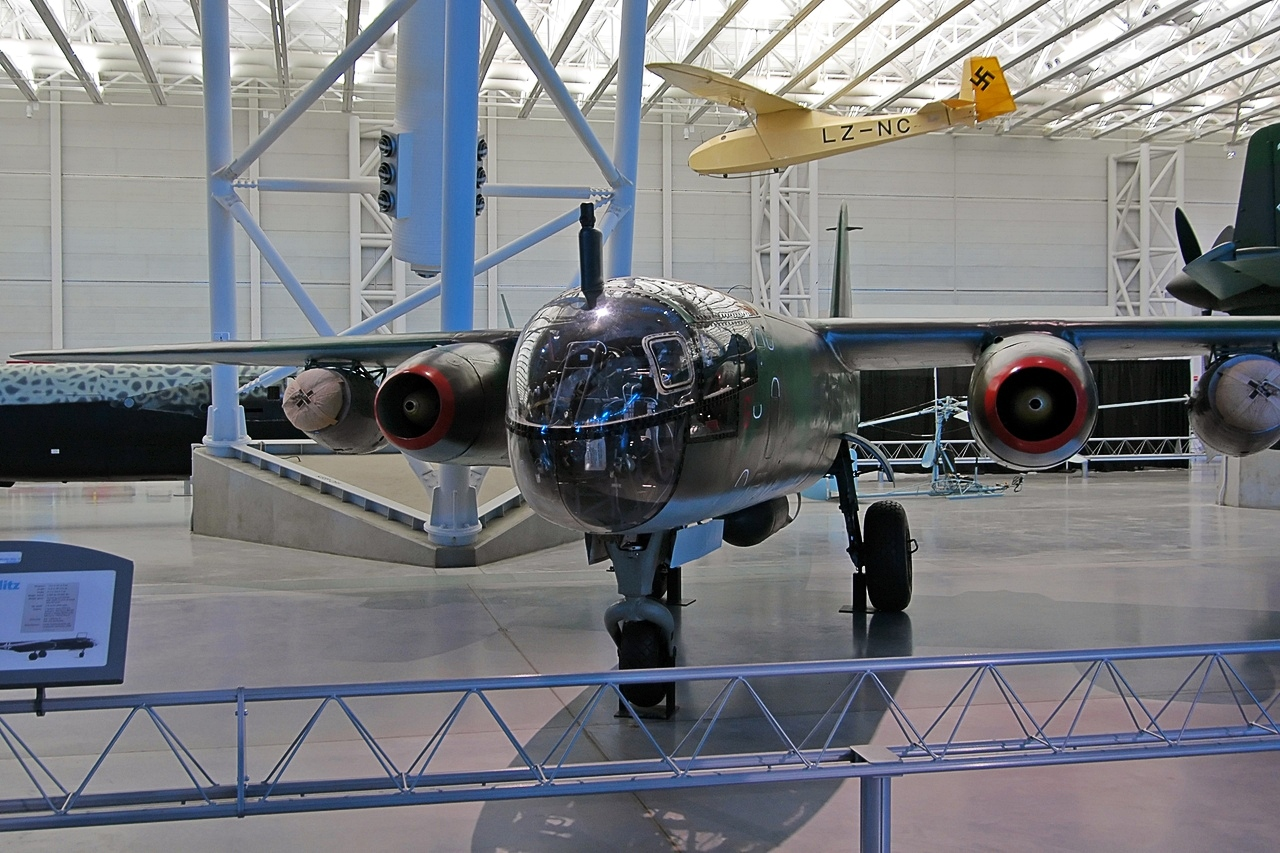
Arado Ar 234 B-2
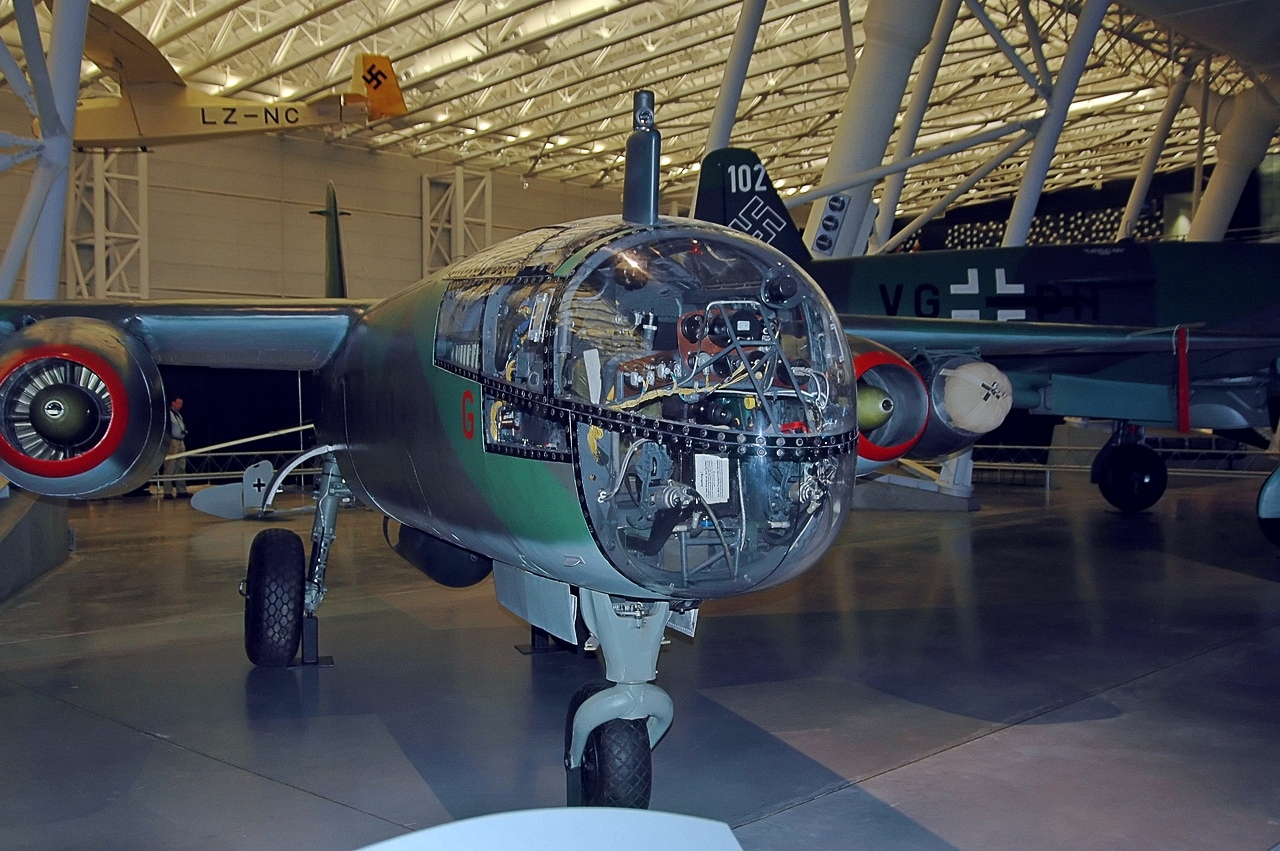
Arado Ar 234 B-2
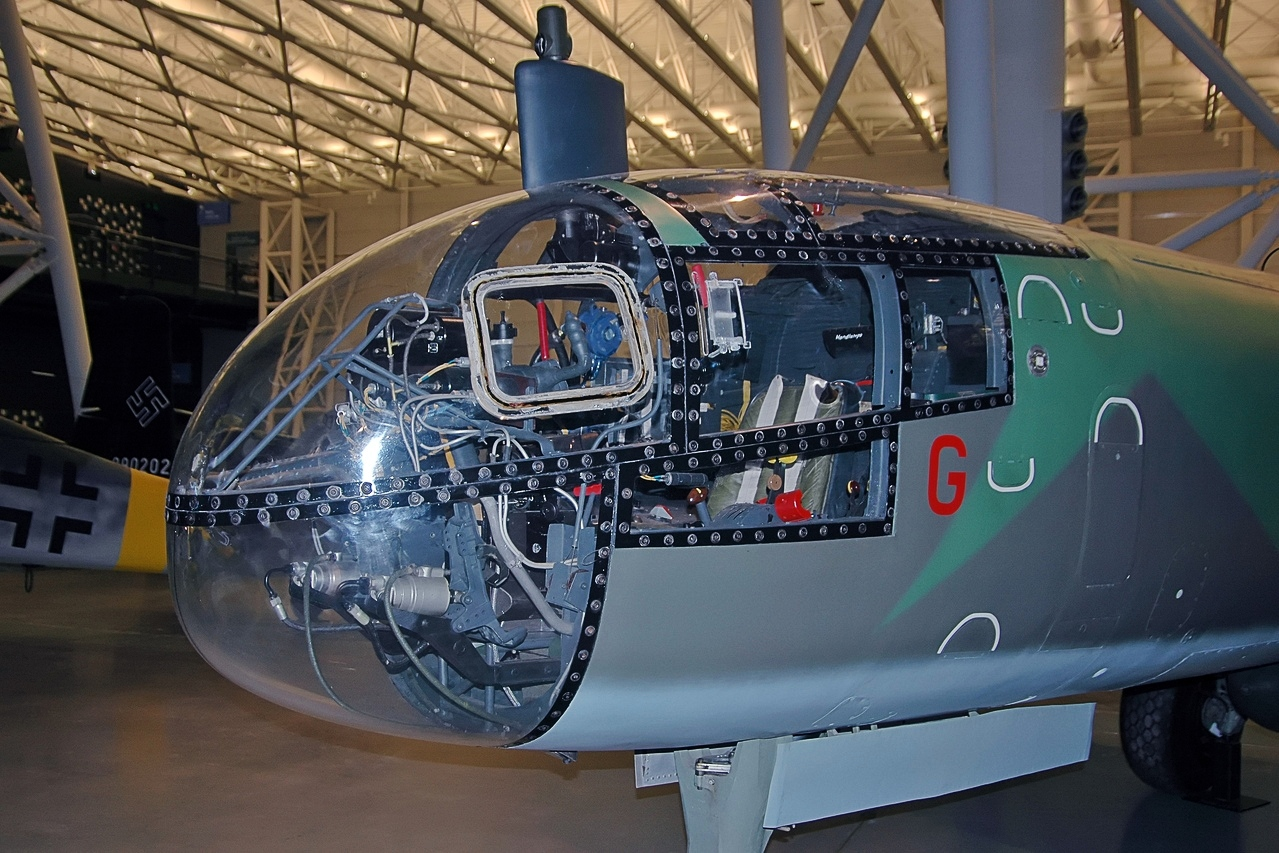
Arado Ar 234 B-2